# Atanus
Atanus är ett släkte av insekter. Atanus ingår i familjen dvärgstritar.

## Dottertaxa tillAtanus, i alfabetisk ordning[1]
- Atanus acutus
- Atanus albidus
- Atanus angustus
- Atanus atascasus
- Atanus baianus
- Atanus bicornis
- Atanus bifidus
- Atanus bos
- Atanus cinchus
- Atanus cineratus
- Atanus contrarius
- Atanus coronatus
- Atanus coxinus
- Atanus cristatus
- Atanus curvilinea
- Atanus declivatus
- Atanus denticulatus
- Atanus dorsalis
- Atanus furcifer
- Atanus gracilis
- Atanus gracilus
- Atanus horridus
- Atanus impictus
- Atanus joaquinus
- Atanus lagunae
- Atanus laminus
- Atanus lobatus
- Atanus loriatus
- Atanus luqueatus
- Atanus mexicanus
- Atanus nitidus
- Atanus perplexus
- Atanus perspicillata
- Atanus picchuanus
- Atanus rhopalus
- Atanus rubralineus
- Atanus runguenus
- Atanus sagittifer
- Atanus serratus
- Atanus serricauda
- Atanus serrulatus
- Atanus tenuis
- Atanus tesselatus
- Atanus texanus
- Atanus trifurcatus
- Atanus variatus
- Atanus viridis
- Atanus xanthopus